# Kazimierz Wichniarz
Kazimierz Wichniarz (n. 18 ianuarie 1915, Posen, Imperiul German – d. 26 iunie 1995, Varșovia, Polonia) a fost un actor de film și teatru polonez. În 1974 a jucat în filmul Potopul, regizat de Jerzy Hoffman și nominalizat la premiul Oscar.
Este înmormântat la Cimitirul Militar Powązki din Varșovia.

## Filmografie selectivă
- Szatan z siódmej klasy (1960)
- Godzina pąsowej róży (1963)
- Căsătorie din interes (1966)
- Țăranii (Chłopi, 1972) serial TV
- Țăranii (Chłopi, 1973)
- Ultima luptă (1973)
- Potopul (Potop, 1974)- Jan Onufry Zagłoba
- Pământul făgăduinței (Ziemia obiecana, 1974)
- Zamach stanu (1981)

## Onoruri și premii
- Crucea de Comandant a Ordinului Polonia Restituta (1984); a fost distins anterior cu Crucea de Ofițer (1975) și Crucea de Cavaler (1967)
- Crucea de Merit (Polonia) (1956)
- Medalia a 10-a aniversare a Republicii Populare Polone (1955)
- Medalia a 40-a aniversare a Republicii Populare Polone (1984)
- Insigna de merit în cultură (1975)
- Insigna de aur a sindicatelor (1975)
- Insigna „Pentru merite pentru Varșovia” (1967)
- Premiul orașului Varșovia (1980)